# Tyra Banxxx
Tyra Banxxx (născută Alana Andersen pe 25 ianuarie 1973 în Los Angeles, California) este o actriță porno americană. Ea este cunoscută sub nume diferite ca Tyra Banx, Tyra, Tyra Banks, Alana și Tyra Spanks.